# 12 chòm sao: Vẽ đường cho yêu chạy
12 chòm sao: Vẽ đường cho yêu chạy là một bộ phim điện ảnh Việt Nam thuộc thể loại hài, lãng mạn, chính kịch của đạo diễn Vũ Ngọc Phượng. Phim được ra mắt tại các rạp chiếu phim trên toàn quốc vào ngày 11 tháng 11 năm 2015, đến ngày 18 tháng 8 năm 2017 phim tiếp tục được ra mắt tại Hoa Kỳ với tên gọi 5 Steps of Love. Các Diễn viên chính là Bê Trần, Jun Vũ, Jun Phạm, Quỳnh Chi, Kim Nhã, Võ Cảnh.

## Nội dung
Huy là anh chàng giàu có, đẹp trai, một "sát thủ tình trường" mà các cô gái luôn bị thu hút. Anh cùng với người bạn thân Lâm mở một xưởng vẽ truyện tranh. Một lần đi ngoài đường, Huy vô tình nhìn thấy My - một cô gái ngây thơ trong sáng xinh như tiên, kể từ đó lòng anh xao xuyến lạ thường. Sau lần gặp mặt ở quán cà phê, Huy quyết định lên kế hoạch tán tỉnh My. Vì My là cô gái có cá tính đặc biệt nên Huy cũng cần có kế hoạch đặc biệt.
My đang sống chung nhà với hai người bạn Hân và Chi, mà Chi lại chính là bạn gái của Huy. Nhờ Hân mà Huy biết được số điện thoại và địa chỉ nhà của My. Đầu tiên là anh gửi đồ ăn cho các cô gái, sau đó là cặp vé tham dự sự kiện thời trang. Huy cố tình tránh mặt My một vài ngày và bất ngờ xuất hiện trước cửa nhà My trong tình trạng say xỉn, anh tin rằng lời nói trong cơn say sẽ làm cô tin tưởng. My đành cho Huy ngủ lại nhà cô, nhưng đêm đó Chi không phát hiện ra Huy vì không lại gần nhìn mặt anh.
Huy mời My đi ăn nhà hàng để thuyết phục cô làm bạn gái anh. Tuy nhiên họ gặp Nam, anh chàng hoàn hảo mà My đem lòng yêu đơn phương từ lâu, khiến Huy thấy khó chịu. Huy tính từ bỏ theo đuổi My, trong khi đó My cũng nghe lời Huy đi tỏ tình với Nam, rồi biết được anh ta chỉ thương cô như em gái. Huy và My làm lành với nhau. Ở xưởng vẽ, Huy và Lâm tiết lộ với My và Hân về dự án truyện tranh họ đang vẽ. Họ biết được năm xưa Lâm từng yêu đơn phương Hân. Tối đó nhà My mất điện, cô đồng ý ngủ ở nhà Huy. Huy nhận ra mình đã có tình cảm thật sự với My, anh cùng với Lâm giả vờ là cặp tình nhân đồng tính để anh có thể dễ dàng chia tay các cô gái khác, trong đó có cả Chi. My và Hân mời Huy và Lâm đến nhà ăn tối, không may trong bữa ăn Chi đã vạch mặt Huy trước mặt hai cô gái kia, khiến Huy và Lâm bị đuổi về.
Nhà xuất bản đến xưởng vẽ của Lâm, ngờ đâu người đó lại chính là Nam. Khi biết Huy là tác giả chính, Nam từ chối xuất bản bộ truyện. Huy quyết định rút khỏi dự án truyện tranh, anh xin Nam cho bạn của anh một cơ hội. Sau này bộ truyện được phát hành, My cũng tốt nghiệp loại xuất sắc. Huy quyết định bỏ đi xa, trước khi đi anh gửi cho My bộ truyện tranh do chính anh vẽ để bày tỏ nỗi lòng của anh với cô. Kể từ đó không có ai biết tin tức gì về Huy. Một thời gian sau Huy và My bất ngờ gặp lại nhau tại quán cà phê, nơi mà lần đầu họ gặp nhau.

## Diễn viên
- Bê Trần vai Huy
- Jun Vũ vai My
- Jun Phạm vai Lâm
- Quỳnh Chi vai Chi
- Kim Nhã vai Hân
- Võ Cảnh vai Nam
- Ái Phương vai Bạn gái cũ của Huy số 1
- Andrea Aybar vai Bạn gái cũ của Huy số 2
- Nhung Gumiho vai Bạn gái cũ của Huy số 3
- Kaylee vai Cô gái Bạch Dương

## Nhạc phim
| STT              | Nhan đề                               | Sáng tác              | Thể hiện                      | Thời lượng |
| ---------------- | ------------------------------------- | --------------------- | ----------------------------- | ---------- |
| 1.               | "Trái Đất Tròn Không Gì Là Không Thể" | Phạm Toàn Thắng       | Trung Quân Idol               | 4:13       |
| 2.               | "Fall Down"                           | Mew Amazing           | Min                           | 1:36       |
| 3.               | "Cô Đơn (Lonely)"                     | Kai Đinh              | Jun Phạm                      | 3:59       |
| 4.               | "Tìm (Lost)"                          | Hoàng Tôn & Khắc Hưng | Min                           | 4:58       |
| 5.               | "Trái Đất Tròn Không Gì Là Không Thể" | Phạm Toàn Thắng       | Trung Quân Idol ft. Ái Phương | 5:00       |
| Tổng thời lượng: | Tổng thời lượng:                      | Tổng thời lượng:      | Tổng thời lượng:              | 19:46      |

## Giải thưởng và đề cử
| Năm  | Giải thưởng / Sự kiện   | Hạng mục                                             | Đối tượng đề cử                    | Kết quả   |
| ---- | ----------------------- | ---------------------------------------------------- | ---------------------------------- | --------- |
| 2015 | Ngôi Sao Xanh           | Nam Diễn viên chính xuất sắc nhất                    | B Trần                             | Đoạt giải |
| 2015 | Ngôi Sao Xanh           | Nữ Diễn viên chính xuất sắc nhất                     | Jun Vũ                             | Đoạt giải |
| 2016 | Cánh diều vàng          | Giải Cánh diều bạc cho Phim truyện điện ảnh          | 12 chòm sao: Vẽ đường cho yêu chạy | Đoạt giải |
| 2016 | Cánh diều vàng          | Đạo diễn xuất sắc nhất phim truyện điện ảnh          | Vũ Ngọc Phượng                     | Đoạt giải |
| 2016 | Cánh diều vàng          | Nữ Diễn viên chính xuất sắc phim truyện điện ảnh     | Jun Vũ                             | Đoạt giải |
| 2016 | Cánh diều vàng          | Nữ Diễn viên phụ xuất sắc phim truyện điện ảnh       | Quỳnh Chi                          | Đoạt giải |
| 2017 | Liên hoan phim Việt Nam | Đạo diễn xuất sắc phim truyện điện ảnh               | Vũ Ngọc Phượng                     | Đề cử     |
| 2017 | Liên hoan phim Việt Nam | Nữ Diễn viên phụ xuất sắc phim truyện điện ảnh       | Quỳnh Chi                          | Đề cử     |
| 2017 | Liên hoan phim Việt Nam | Nam Diễn viên chính xuất sắc phim truyện điện ảnh    | B Trần                             | Đề cử     |
| 2017 | Liên hoan phim Việt Nam | Giải Ban giám khảo cho phim truyện điện ảnh xuất sắc | 12 chòm sao: Vẽ đường cho yêu chạy | Đoạt giải |